# J SPORTS HOOP!
J SPORTS HOOP!（ジェイ・スポーツ・フープ）は、J SPORTSが放送するバスケットボール中継番組である。

## 放送概要

### NBA
レギュラーシーズンは毎週1試合以上（計36試合）生放送（原則としてJ sports 4にて日曜日放送）。プレーオフは週2試合（12試合以上）生放送。
NBAファイナルは、2005/06シーズンまではNHK BS1で生中継されていたためJ SPORTSでの放送はなかったが、2006/07シーズンは全試合の生中継が決定した。
また、過去の名勝負を放送する「NBA GRAETEST GAME」については、「J SPORTSクラシック NBA」として放送する場合がある。
2010-2011シーズンをもって、権利上の都合で放送終了した。

### WNBA
2006年10月、WNBAファイナルを全戦放送した。

### NCAA男子バスケットボールトーナメント
2006年はファイナルフォー（準決勝・決勝）を生中継したほか、3回戦からの録画放送もあった。

### ウインターカップ
ウインターカップ自体は2005年以前からJ SPORTSで放送していたが、2006年より番組タイトルに「J SPORTS HOOP!」の冠が付くようになった。従来、男子は準々決勝以上、女子は準決勝以上の全試合を生中継していたが、2008年度からは、生中継を含めた全試合を中継している。

### FIBA主催大会
2007年から2011年まで国際バスケットボール連盟(FIBA)主催大会の放映権を獲得（2015年まで延長）。その間に開催されるワールドカップ・各大陸選手権（アジア・アメリカ・欧州・アフリカ）・北京オリンピック・ロンドンオリンピック世界最終予選を中継した。

### B.LEAGUE
B.LEAGUE発足の2016年より中継を行う。当初はスカパー!とリーグで放映権契約を結び「スカパー!Bリーグセット」を構成するチャンネルとしてJ SPORTS 3のみで中継していたが、2021-2022シーズン限りでスカパー!との契約満了に伴いJ SPORTSとして契約を結び直し、2022-2023シーズンよりJ SPORTS全4チャンネルで中継する体制に移行し、J SPORTSオンデマンドによる配信も開始。

## 実況・解説

### 実況
- 清野茂樹
- 久保田光彦
- 島村俊治
- 節丸裕一
- 山下末則
- 渡邊哲夫
- 加藤暁

以下はウィンターカップのみ担当
- 大前一樹
- 谷口広明
- 吉田暁央
- 下田恒幸

### 解説
- 北原憲彦
- 島本和彦
- 塚本清彦
- 中原雄
- 萩原美樹子
- 原田裕花
- 永田睦子